# Lukas Bärfuss

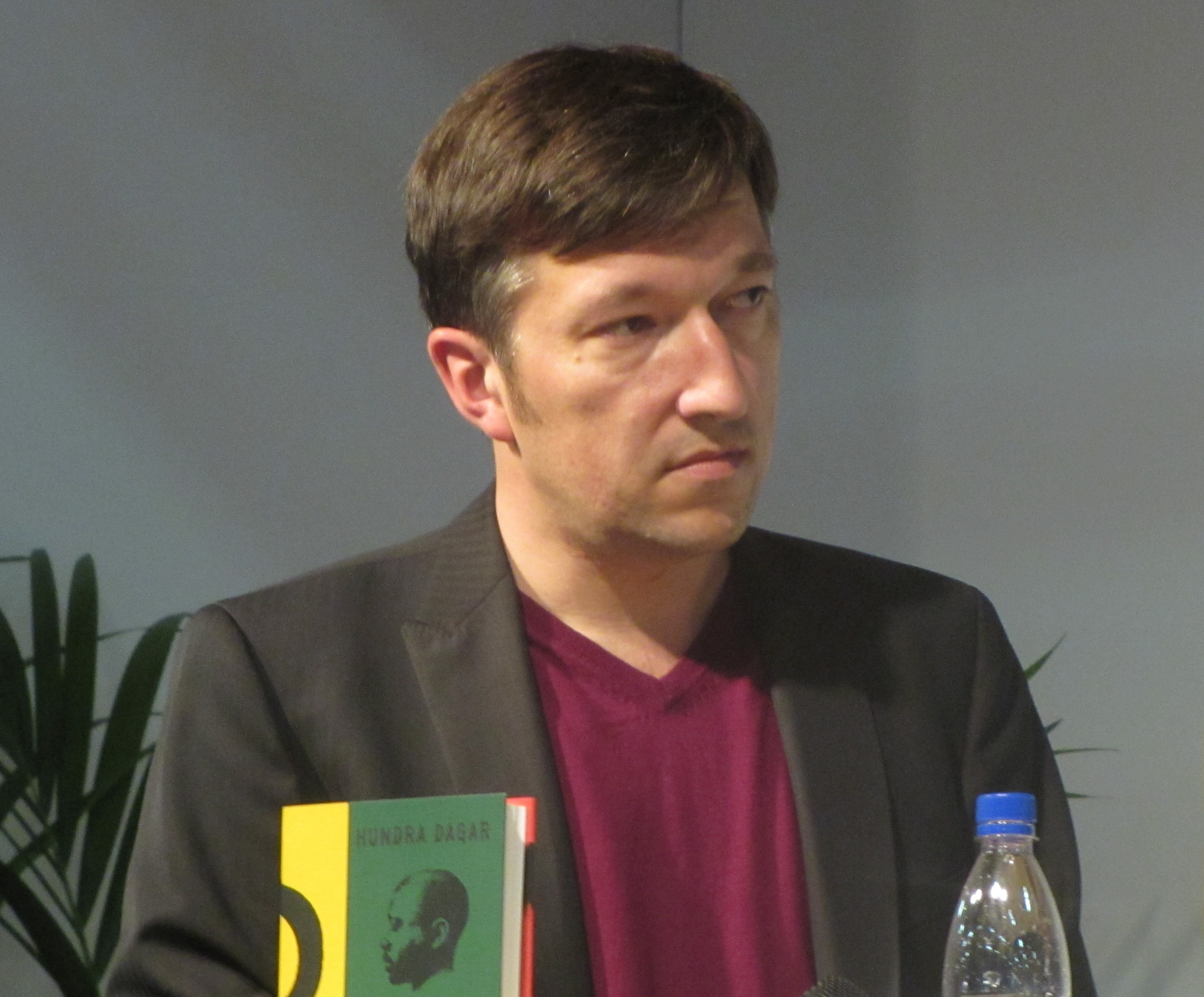
Lukas Bärfuss på Bokmässan i Göteborg 2010.

Lukas Bärfuss, född 30 december 1971 i Thun i kantonen Bern, är en tyskspråkig schweizisk dramatiker och romanförfattare.

## Biografi
Innan Lukas Bärfuss kunde försörja sig som författare arbetade han som bokhandlare. Han debuterade som dramatiker 1997 med adaptionen Sophokles’ Ödipus som uppfördes i Zürich. I Zürich var han med och grundade konstnärskollektivet 400asa som uppfört flera av hans pjäser. Han började göra sig ett namn som dramatiker 2001 med Meienbergs Tod som uppfördes av Theater Basel. Det internationella genombrottet kom med Die sexuellen Neurosen unserer Eltern (Våra föräldrars  sexuella neuroser) från 2003 som också hade urpremiär på Theater Basel. 2009-2013 var han husdramatiker på Schauspielhaus Zürich. Under 2013 innehade han  Heiner-Müller-Gastprofessur vid Freie Universität Berlin och under 2015 en poetikprofessur vid Bambergs universitet. Hans pjäser är översatta till ett flertal språk. 
Som prosaförfattare debuterade han 2002 med kortromanen Die toten Männer. Hundert Tage (Hundra dagar) från 2008 om folkmordet i Rwanda har jämförts med Joseph Conrads Mörkrets hjärta.
Bärfuss tilldelades Georg Büchnerpriset 2019.

## Uppsättningar i Sverige
- 2005 Våra föräldrars  sexuella neuroser (Die sexuellen Neurosen unserer Eltern), Riksteatern, översättning Melanie Mederlind & Franka Gebert, regi Melanie Mederlind
- 2007 Bussen (Der Bus), Dramaten, översättning Jan Holmgaard, regi Michaela Granit, med bl.a. Nadja Weiss & Simon Norrthon
- 2019 Vem är Schmitz? (Frau Schmitz), Göteborgs Stadsteater, översättning Marc Matthiesen, regi Ildiko Gáspár, med bl.a. Karin de Frumerie, Fredrik Evers & Josefin Ljungman